# Bebek Detre
Bebek Detre (14. század közepe – 1404 után) nádor.

## Élete

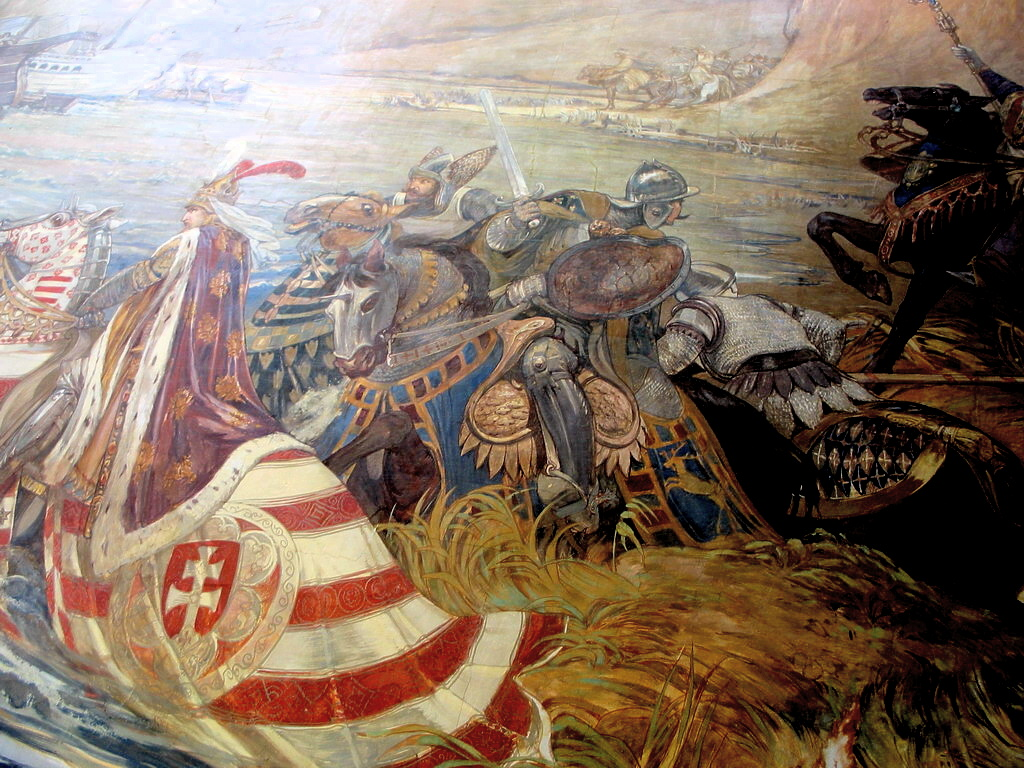
A nikápolyi csata részlete Lohr Ferenc mennyezetfreskóján a vajai várból

Az Ákos nemzetségbeli Bebek család pelsőci ágának vámosi ágát alapító nagybirtokos főúr, Bebek György királynéi tárnokmester fia. Karrierjét már Nagy Lajos király udvarában kezdte: 1379-ben királynéi asztalnokmester és árvai várnagy. 1388-ban királyi zászlótartó, királynéi udvarmester volt. 1389-ben Garai Miklós bukása után horvát–dalmát és szlavón bán lett 1392-ig. Harcolt I. Tvrtko bosnyák király ellen is. 1391–1392-ben horvát–dalmát, 1392–1393-ban szörényi bán és temesi ispán, 1394–1397-ben ismét szlavón bán volt.
1398-ban macsói bán lett.
A nikápolyi csata és a Lackfiak bukása után a Bebekek néhány esztendeig az ország legbefolyásosabb famíliája. Nádorrá való kinevezése évében, Imre bátyja erdélyi vajda, ugyancsak Imre nevű fia már ekkor a horvát-szlavón-dalmát bánságot és vránai perjelséget, valamint az ezzel együtt járó dubicai grófságot bírta, Miklós fia ugyanekkor igen fiatalon a kalocsai érsekséget töltötte be, a pelsőci ágból származó unokaöccse Bebek Ferenc pedig macsói bán volt.
Bebek Detrét 1397-ben a nikápolyi csatában fogságba esett Ilsvai(Jolsvai) Leusták utódjaként Zsigmond király nádorrá nevezte ki, ezt a méltóságot 1402-ig viselte, ám még később is, az 1403-ban Zárában Magyarország királyává koronázott Anjou László okleveleiben is nádorként szerepelt. 1397–1398-ban fejéri ispán. A Laczkfiak pártjának fölszámolásakor – a két Laczkfi István meggyilkolásához beleegyezését adja – még a király híve, amiért megkapja a hűtlen Prodavizi Ördög István szlavóniai várait, de néhány évvel később már az elégedetlen főurak élén találjuk. Nádorsága ideján számos megye – Abaúj?, Borsod, Liptó, Nógrád?, Szepes, Turóc – főispánja volt.
1401-ben az ő vezetésével fogják el a főurak a királyt, amikor a Garaiak és a siklósi liga túlhatalma miatt Nápolyi László híve lett. A Zsigmond király elleni 1403. évi lázadás elfojtása után kegyelmet kapott, de a hatalomból kiszorulva és délvidéki birtokait elveszítve, ismeretlen esztendőben hunyt el.